# Ocell sastre de Cambodja
L'ocell sastre de Cambodja o ocell sastre de Cambodia(Orthotomus chaktomuk) és una espècie d'ocell passeriforme que pertany a la família Cisticolidae endèmica de Cambodja. Va ser descoberta a Phnom Penh, la capital de Cambodja, el 2009, durant els controls de la grip aviària.

## Descobriment
Des del seu descobriment ha estat vist en diverses parts de Phnom Penh, inclosa en una fotografia de l'investigador d'ocells Ashish John en unes obres. Aquesta fotografia va ser utilitzada més endavant en la descripció científica de l'espècie.
Al juny de 2012, Ashish John va començar a col·laborar amb la Wildlife Conservation Society, BirdLife International, la Universitat de Kansas, la Universitat Estatal de Louisiana i el Centre Sam Veasna per estudiar el plomatge dels ocells, la seva genètica i cant. Les proves van determinar que es tractava d'una espècie única. L'article que descriu formalment a l'ocell sastre de Cambodja va ser publicat a Forktail.El nom específic deriva de la zona costanera Chaktomuk de Phnom Penh.

## Descripció
L'ocell sastre de Cambodja té el pili de color vermell ataronjat i plomes negres al coll. La resta del seu cos és gris clar a les parts superiors i clar a les inferiors. És de la mida del cargolet. L'ocell sastre de Cambodja és conegut pel seu fort reclam.